# غاري ماكابي
غاري ماكابي (بالإنجليزية: Gary McCabe)‏ (1 أغسطس 1988 بدبلن في جمهورية أيرلندا - ) هو لاعب كرة قدم أيرلندي بريطاني يلعب في مركز الوسط. لعب مع نادي سليغو روفرز ونادي شامروك روفرز ونادي شيلبورن وBray Wanderers F.C. ‏.

## روابط خارجية
- غاري ماكابي على موقع قاعدة بيانات كرة القدم.إي يو (الإنجليزية)
- غاري ماكابي على موقع Soccerway.com (الإنجليزية)